# Gymnastique artistique aux Jeux olympiques d'été de 2012 - concours général par équipes femmes
Pour un article plus général, voir Gymnastique artistique aux Jeux olympiques d'été de 2012.
Navigation
Pékin 2008 Rio de Janeiro 2016
La finale du concours général par équipes femmes de gymnastique artistique des Jeux olympiques d'été de 2012 organisés à Londres (Royaume-Uni), se déroule à la North Greenwich Arena le 31 juillet 2012.

## Médaillées
| Or                                                                           | Argent                                                                                   | Bronze                                                                                  |
| États-Unis Gabby Douglas McKayla Maroney Aly Raisman Kyla Ross Jordyn Wieber | Russie Ksenia Afanasyeva Anastasia Grishina Viktoria Komova Aliya Mustafina Maria Paseka | Roumanie Diana Bulimar Diana Maria Chelaru Larisa Iordache Sandra Izbasa Catalina Ponor |

## Qualifications
À l’issue des qualifications, les huit équipes (sur 12 équipes inscrites) ayant réussi le meilleur total sont qualifiées pour la finale.

## Résultats
| Rang               | Équipe              | Saut       | Barres asymétriques | Poutre     | Sol        | Total   |
| ------------------ | ------------------- | ---------- | ------------------- | ---------- | ---------- | ------- |
| Médaille d'or      | États-Unis          | 48.132 (1) | 44.799 (3)          | 45.299 (1) | 45.366 (1) | 183.596 |
| Médaille d'or      | Gabrielle Douglas   | 15.966     | 15.200              | 15.233     | 15.066     | 183.596 |
| Médaille d'or      | McKayla Maroney     | 16.233     |                     |            |            | 183.596 |
| Médaille d'or      | Alexandra Raisman   |            |                     | 14.933     | 15.300     | 183.596 |
| Médaille d'or      | Kyla Ross           |            | 14.933              | 15.133     |            | 183.596 |
| Médaille d'or      | Jordyn Wieber       | 15.933     | 14.666              |            | 15.000     | 183.596 |
| Médaille d'argent  | Russie              | 46.366 (2) | 46.166 (2)          | 44.399 (3) | 41.599 (6) | 178.530 |
| Médaille d'argent  | Ksenia Afanaseva    |            |                     | 14.833     | 14.333     | 178.530 |
| Médaille d'argent  | Anastasia Grishina  |            | 14.700              |            | 12.466     | 178.530 |
| Médaille d'argent  | Viktoria Komova     | 15.833     | 15.766              | 15.033     |            | 178.530 |
| Médaille d'argent  | Aliya Mustafina     | 15.233     | 15.700              | 14.533     | 14.800     | 178.530 |
| Médaille d'argent  | Maria Paseka        | 15.300     |                     |            |            | 178.530 |
| Médaille de bronze | Roumanie            | 45.000 (3) | 41.464 (8)          | 45.249 (2) | 44.700 (2) | 176.414 |
| Médaille de bronze | Diana Bulimar       |            | 14.066              | 14.533     | 14.700     | 176.414 |
| Médaille de bronze | Diana Chelaru       |            | 13.633              |            |            | 176.414 |
| Médaille de bronze | Larisa Iordache     | 14.800     | 13.766              | 15.300     |            | 176.414 |
| Médaille de bronze | Sandra Izbașa       | 15.100     |                     |            | 15.200     | 176.414 |
| Médaille de bronze | Catalina Ponor      | 15.100     |                     | 15.416     | 14.800     | 176.414 |
| 4                  | Chine               | 44.266 (5) | 46.399 (1)          | 42.932 (4) | 40.833 (7) | 174.430 |
| 4                  | Deng Linlin         | 14.900     |                     | 13.766     | 13.733     | 174.430 |
| 4                  | He Kexin            |            | 15.766              |            |            | 174.430 |
| 4                  | Huang Qiushuang     | 15.033     | 15.100              | 13.800     | 12.500     | 174.430 |
| 4                  | Sui Lu              |            |                     | 15.366     | 14.600     | 174.430 |
| 4                  | Yao Jinnan          | 14.333     | 15.533              |            |            | 174.430 |
| 5                  | Canada              | 44.499 (4) | 42.332 (6)          | 41.199 (6) | 42.774 (3) | 170.804 |
| 5                  | Elsabeth Black      | 15.233     |                     | 14.266     | 14.208     | 170.804 |
| 5                  | Victoria Moors      |            | 13.700              |            | 14.600     | 170.804 |
| 5                  | Dominique Pegg      | 14.400     |                     | 13.500     | 13.966     | 170.804 |
| 5                  | Brittany Rogers     | 14.866     | 14.466              |            |            | 170.804 |
| 5                  | Kristina Vaculik    |            | 14.166              | 13.433     |            | 170.804 |
| 6                  | Grande-Bretagne     | 43.965 (6) | 44.599 (4)          | 39.199 (8) | 42.732 (4) | 170.495 |
| 6                  | Imogen Cairns       | 14.266     |                     | 13.500     |            | 170.495 |
| 6                  | Jennifer Pinches    | 14.833     |                     | 11.833     | 14.366     | 170.495 |
| 6                  | Rebecca Tunney      | 14.866     | 14.766              |            |            | 170.495 |
| 6                  | Elizabeth Tweddle   |            | 15.833              |            | 14.166     | 170.495 |
| 6                  | Hannah Whelan       |            | 14.000              | 13.866     | 14.200     | 170.495 |
| 7                  | Italie              | 42.366 (8) | 41.666 (7)          | 41.999 (5) | 41.899 (5) | 167.930 |
| 7                  | Giorgia Campana     |            | 13.900              |            |            | 167.930 |
| 7                  | Erika Fasana        | 13.733     | 13.600              |            | 14.233     | 167.930 |
| 7                  | Carlotta Ferlito    | 14.300     |                     | 14.366     | 14.100     | 167.930 |
| 7                  | Vanessa Ferrari     | 14.333     | 14.166              | 14.800     | 13.566     | 167.930 |
| 7                  | Elisabetta Preziosa |            |                     | 12.833     |            | 167.930 |
| 8                  | Japon               | 42.882 (7) | 42.999 (5)          | 40.599 (7) | 40.166 (8) | 166.646 |
| 8                  | Yu Minobe           |            |                     | 13.100     |            | 166.646 |
| 8                  | Yuko Shintake       |            |                     | 13.266     | 13.433     | 166.646 |
| 8                  | Rie Tanaka          | 14.416     | 14.333              |            | 12.833     | 166.646 |
| 8                  | Asuka Teramoto      | 14.700     | 14.200              | 14.233     | 13.900     | 166.646 |
| 8                  | Koko Tsurumi        | 13.766     | 14.466              |            |            | 166.646 |